# Тічиган (Вісконсин)
Тічиган (англ. Tichigan) — переписна місцевість (CDP) в США, в окрузі Расін штату Вісконсин. Населення — 5277 осіб (2020).

## Географія
Тічиган розташований за координатами 42°48′40″ пн. ш. 88°12′32″ зх. д. / 42.81111° пн. ш. 88.20889° зх. д. (42.811040, -88.208782).  За даними Бюро перепису населення США в 2010 році переписна місцевість мала площу 34,22 км², з яких 29,07 км² — суходіл та 5,14 км² — водойми.

## Демографія
Згідно з переписом 2010 року, у переписній місцевості мешкали 5133 особи в 1886 домогосподарствах у складі 1491 родини. Густота населення становила 150 осіб/км².  Було 2091 помешкання (61/км²).
Расовий склад населення:
| - 97,8 % — білих - 0,6 % — азіатів - 0,2 % — корінних американців - 0,2 % — чорних або афроамериканців - 0,1 % — вихідців з тихоокеанських островів |

До двох чи більше рас належало 0,7 %. Частка іспаномовних становила 2,0 % від усіх жителів.
За віковим діапазоном населення розподілялося таким чином: 26,1 % — особи молодші 18 років, 65,0 % — особи у віці 18—64 років, 8,9 % — особи у віці 65 років та старші. Медіана віку мешканця становила 42,4 року. На 100 осіб жіночої статі у переписній місцевості припадало 107,9 чоловіків;  на 100 жінок у віці від 18 років та старших — 108,5 чоловіків також старших 18 років.
Середній дохід на одне домашнє господарство  становив 93 121 долар США (медіана — 80 064), а середній дохід на одну сім'ю — 102 790 доларів (медіана — 85 107). За межею бідності перебувало 3,1 % осіб, у тому числі 3,0 % дітей у віці до 18 років та 4,8 % осіб у віці 65 років та старших.
Цивільне працевлаштоване населення становило 3036 осіб. Основні галузі зайнятості: освіта, охорона здоров'я та соціальна допомога — 24,5 %, виробництво — 20,4 %, будівництво — 12,1 %, роздрібна торгівля — 9,3 %.